# Richard T. Jones
Richard T. Jones (ur. 16 stycznia 1972 w Kobe) – amerykański aktor filmowy i telewizyjny urodzony w Japonii. Żonaty z Nancy Jones, córki: Aubrey i Sydney, syn Elijah.

## Filmografia
- 2018: Rekrut (The Rookie) jako Wade Grey
- 2008: Terminator: Kroniki Sary Connor (Terminator: The Sarah Connor Chronicles) jako James Ellison
- 2008: 8 części prawdy (Vantage Point) jako Holden
- 2007: Małżeństwa i ich przekleństwa (Why Did I Get Married?) jako Mike
- 2007: Oranges jako Mark
- 2006: Cutting Room jako Steve
- 2006: Bomba zegarowa (Time Bomb)
- 2005: Sex, Love & Secrets jako dr Barnaby (gościnnie)
- 2005: Traci Townsend jako Travis
- 2005: Podróże z moją siostrą (Riding the Bus with My Sister) jako Jesse
- 2005: Zgadnij kto (Guess Who) jako Czarny człowiek sukcesu
- 2004: Zakładnik (Collateral) jako policjant w korku #1
- 2004: Amnezja (Twisted) jako Wilson Jefferson
- 2004: Paradise jako senator Michael Linney
- 2004: Finding Neo jako Morphin
- 2004: Soul Plane: Wysokie loty (Soul Plane) jako Denzel (niewymieniony w czołówce)
- 2004: Breach jako Alan McCabe
- 2004: Soul Plane: Wysokie loty (Soul Plane) jako fałszywy Denzel (niewymieniony w czołówce)
- 2003: Full Court Miracle jako Lamont Carr
- 2002: Telefon (Phone Booth) jako Jona
- 2002: Book of Love jako Ben Strong
- 2002: Mila księżycowego światła (Moonlight Mile) jako Ty
- 2002: Summer G (G) jako Summer G
- 2002: CSI: Kryminalne zagadki Miami (CSI: Miami) jako Chris Kaiser (gościnnie)
- 2002: Zdobyć puchar (Second String) jako Gerry Fullerton
- 2000: Podwójne życie (Auggie Rose) jako Decker
- 2000: Pod kluczem (Lockdown) jako Avery Montgomery
- 1999–2005: Potyczki Amy (Judging Amy) jako Bruce Van Exel
- 1999: Uciekający pan młody (Wood, The) jako Slim
- 1999: Incognito jako Jake Hunter
- 1999: Voices of Glory jako George E. Stephens
- 1997–2002: Ally McBeal jako Matt Griffin (gościnnie)
- 1997: Ukryty wymiar (Event Horizon) jako Cooper
- 1997–1998: Brooklyn South jako oficer Clement Johnson
- 1997: Kolekcjoner (Kiss the Girls) jako Seth Samuel
- 1997: Prywatne śledztwo (Hollywood Confidential) jako Dexter
- 1996: Czarna róża z Harlemu (Black Rose of Harlem) jako Cateye
- 1996-1997: Dangerous Minds jako Kimboley (gościnnie)
- 1996: Mroczne miasto (Trigger Effect, The) jako Raymond
- 1996: Imiennicy (Johns) jako Popper
- 1994: W nocnym upale: Kim była Geli Bendl? (In the Heat of the Night: Who Was Geli Bendl?) jako Donny Muir
- 1994: Inteligent w armii (Renaissance Man) jako szeregowy Jackson Leroy
- 1993: Tina (What's Love Got to Do with It) jako Ike Turner Jr
- 1993–2005: Nowojorscy gliniarze (NYPD Blue) jako Willy (gościnnie)
- 1993: Helicopter jako Malik
- 1992–1997: California Dreams jako Beau (gościnnie)